# Macromesus javensis
Macromesus javensis är en stekelart som beskrevs av Karl-Johan Hedqvist 1968. Macromesus javensis ingår i släktet Macromesus och familjen puppglanssteklar. Inga underarter finns listade i Catalogue of Life.